# 마세라티 콰트로포르테

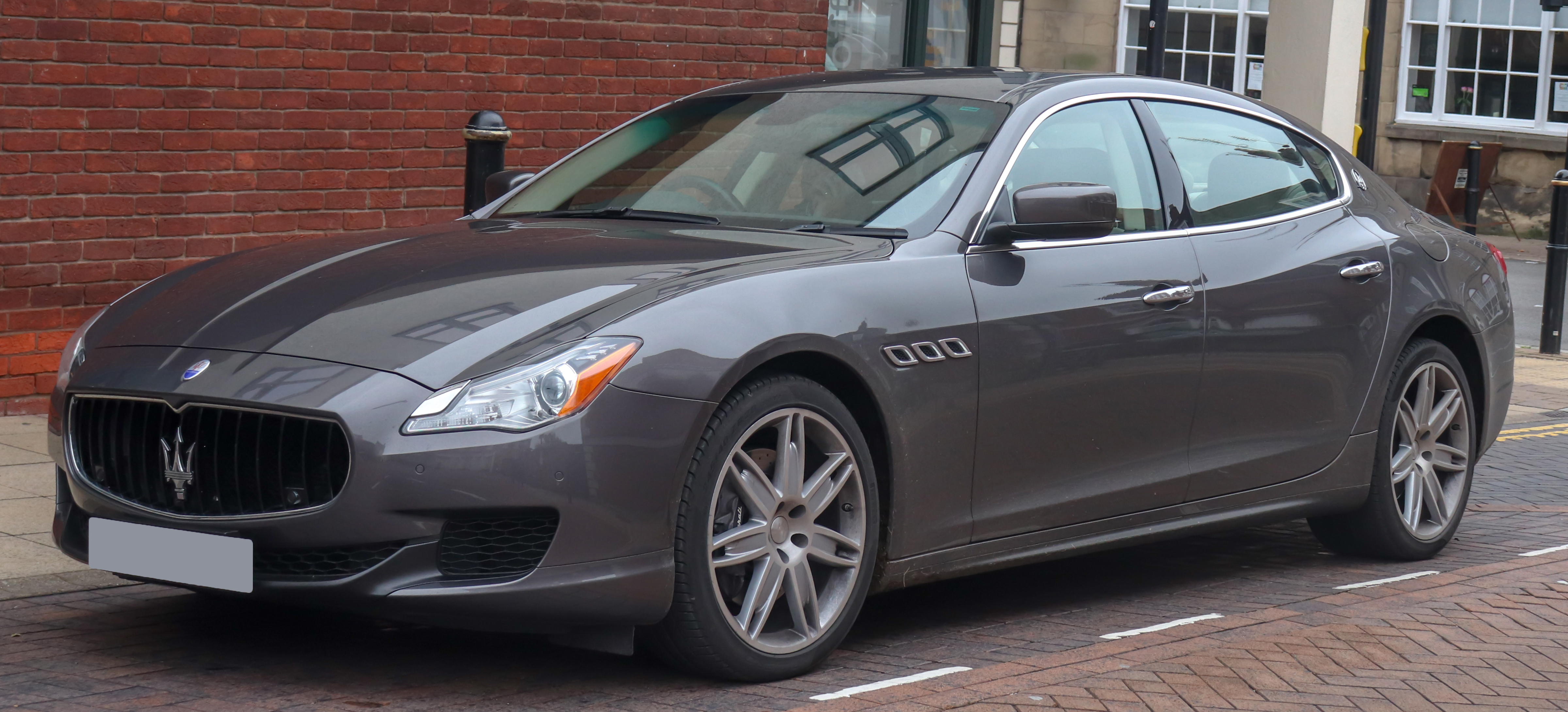
6세대 콰트로포르테

마세라티 콰트로포르테는 마세라티의 후륜구동 고급 대형 세단이다.
대한민국에는 5세대 모델부터 정식 수입되어 6세대까지 판매했다.

## 경쟁 차량
- 메르세데스-벤츠 - S 클래스
- BMW - 7시리즈
- 아우디 - A8
- 렉서스 - LS
- 제네시스 - G90